# Cloverfield (criatura)
El Monstruo de Cloverfield es el monstruo gigante ficticio aparecido por primera vez en la película de 2008 Cloverfield. La criatura de Cloverfield fue concebida originalmente por J.J. Abrams durante un viaje a Japón y fue diseñada por el artista Neville Page. En la película, el monstruo nunca es nombrado; el nombre "Cloverfield" es sólo el nombre dado por el Departamento de Defensa de los Estados Unidos a los incidentes ocurridos en la película. Aunque un periodista se refirió a la criatura como "Cloverfield", nadie que estuviera asociado con la creación del film confirmó cómo se llamaba la criatura. En el set se refieren cariñosamente a la criatura como "Clover", pero el nombre "verdadero" de la criatura no fue confirmado. El Departamento de Defensa nombra a la criatura "LSA", abreviatura de Large-Scale Aggressor o Agresor de Gran Tamaño, en la característica especial en Blu-ray llamada "Cloverfield Special Investigation Mode". Luego del lanzamiento, el monstruo fue el tema de una cuarta parte de las series manga, Cloverfield/Kishin, una protosecuela del film.

## Apariciones
La primera aparición del monstruo de Cloverfield fue en una campaña de marketing viral para la película de 2008, incluyendo algunos segmentos de su rugido, algunos clips del ataque del monstruo e imágenes de radar.
La criatura apareció en la película Cloverfield, donde se la ve atacando la Ciudad de Nueva York y combatida por el Ejército de los Estados Unidos terminando en un bombardeo aéreo. También aparece en una serie de cuatro partes en manga de Cloverfield/Kishin de Yoshiki Togawa, que sirve como protosecuela del film.
En el año 2018 vuelve a aparecer en la tercera entrega de la saga The Cloverfield Paradox al final de la cinta.

## Descripción
Según J.J Abrams, el monstruo de Cloverfield pertenece a una especie anfibia desconocida que vive en las partes más profundas del océano (en este caso, el monstruo que se ve en el film viene del océano Atlántico) y cuya vida puede ser increíblemente larga, ya que había estado habitando el océano durante miles de años. El monstruo alcanza ese colosal tamaño gracias a una extraña sustancia llamada néctar de fondo marino, cuyo efecto es parecido al de los esteroides (aumento excesivo del crecimiento, adicción, aumento de fuerza, etc). La empresa de Tagruato roba información sobre este monstruo para localizarlo, construyendo una plataforma de perforación sobre su supuesta ubicación. Sin embargo, la presencia de la plataforma y equipos submarinos despiertan al monstruo, haciendo que ataque violentamente a la plataforma destruyéndola, y comenzando su curso hacia Nueva York.
La forma del monstruo de Cloverfield había quedado en secreto durante mucho tiempo, y gracias a ello se formaron muchas teorías acerca de su aspecto. Algunos le atribuían una forma reptiliana, otros decían que era algo parecido a un pulpo, una ballena mutante y llegando a especularse que se trataba del hijo sobreviviente de Zilla. 
El día del estreno mundial, se pudo averiguar la apariencia de la criatura. Ésta es un ser extraño, con algún reminiscente de humano en la parte superior de su abdomen, patas traseras similares a las de un reptil que son lo suficientemente fuertes para soportar su peso, con una larga cola de tres puntas, de su pecho salen dos pequeñas extremidades similares a brazos, que son en realidad esófagos que usa para comer criaturas mucho más pequeñas que él. Sus dos patas delanteras le dan un aspecto de araña, su mandíbula es como la de un lagarto y tiene unas bolsas rojas membranosas en la nuca, aún no se sabe cuál es el uso de estas bolsas; en su piel habitan a modo de parásitos o rémoras pequeñas criaturas venenosas del tamaño de un perro de raza grande, las cuales guardan gran similitud física con el monstruo y durante el ataque a Manhattan se liberaban para atacar humanos y volvían posteriormente a su piel. Estos parásitos tienen diez piernas, dos en forma de pinzas que usan para agarrar, seis que les ayudan a desplazarse, una gran boca con dientes afilados, varios ojos negros pequeños y un caparazón similar al de un cangrejo. Los parásitos del monstruo tienen una mordedura venenosa y cuando alguien es mordido por uno, la víctima cae enferma con síntomas de mareo, sangrado de ojos, boca y nariz, y finalmente el vientre se infla hasta que explota, provocando la muerte. 
Según la secuela en manga el monstruo está empáticamente ligado a un humano por un nexo que lo lleva instintivamente a buscarlo, mientras que posee realmente un grado de consciencia muy similar al humano, aunque su único deseo es permanecer dormido en las fosas abisales sin que los humanos interrumpan su letargo; en el desenlace del manga también se muestra que así como él posee miles de rémoras adheridas a su cuerpo él mismo es una de los millones de rémoras que descansan adheridas a un monstruo millones de veces más grande que él y que aun duerme en lo profundo del océano. 
El monstruo no tiene ningún tipo de habilidad o poder especial como algunos otros monstruos estadounidenses o los típicos monstruos del cine japonés, pero si posee rasgos físicos espectaculares. La resistencia de la criatura se mostró a lo largo de la película, donde demostró una invulnerabilidad total al armamento militar humano, desde el armamento convencional hasta el bombardeo, también se dice que resiste el calor y las duras condiciones ambientales como a las que estuvo sometido en el fondo oceánico, esta le permitió también atravesar y derrumbar edificios. También se mostró que tenía una enorme fuerza, ya que en una escena se pudo ver que lanzó la cabeza de la estatua de la Libertad con la misma facilidad con la que arroja una pelota pequeña, y además pudo rasgar el duro acero de la estatua, ya que se mostró en la película que la cabeza de la estatua de la Libertad tenía cortes profundos. Según J.J Abrams, el monstruo si murió por el bombardeo de la ejecución ¨Martillazo¨, lo cual hace ver que su resistencia, tiene un límite.

## Concepto y creación
El productor J.J. Abrams había visitado una tienda de juguetes en Japón, mientras se estrenaba la película Misión imposible 3, descubriendo la gran cantidad de juguetes del monstruo Godzilla. El productor fue a América con la idea de crear un monstruo más "loco e intenso", como Godzilla, ya que King Kong era más "adorable" según sus palabras.
La criatura fue diseñada por el artista Neville Page. Él había buscado razones biológicas de la criatura, pero muchas de sus ideas no salieron en escena. Page diseñó la criatura como un ser inmaduro con una "ansiedad por separación". Él compara a la criatura con el ataque de un elefante alterado, diciendo "no hay nada tan atemorizante como algo enorme y asustado". Page habla de la historia de la criatura, "Para mí, uno de los momentos clave en nuestras ideas colectivas fue la elección de la criatura, tenía que ser algo que nos hiciera empatizarnos. No anda sólo por ahí, matando. Está confuso, perdido, con miedo. Se trata de un recién nacido. Teniendo esto como punto inicial (algo que el público no sabe), lo utilizamos con el propósito de tomar algunas decisiones acerca de su anatomía, su movimiento y, sí, las motivaciones". La criatura fue diseñada por el supervisor de efectos visulales Kevin Blank y la compañía de Phil Tippett, Tippett Studio. Blank describe la meta de la criatura, "Más que el hecho de que el monstruo tenga una personalidad (como Godzilla o King Kong), es más bien una entidad o un evento".
Abrams describe a la criatura como un bebé que ha estado bajo las aguas durante miles de años y que surge "confundido, desorientado e irritable". Goddard señaló que la falta de explicación en la película del origen de la criatura fue motivo de discusión. Reeves describe a la reacción de la criatura frente a su entorno así: "Es éste nuevo entorno que encuentra aterrador". Para indicarlo, Reeves propuso la adición en la criatura ojos blancos, por lo que tendría un aspecto similar a un caballo asustado. Los cineastas producen y utilizan la idea de parásitos, porque en la película no podía haber escenas realistas entre los humanos protagonistas y la enorme criatura.

## Análisis crítico
Opinando sobre Cloverfield, el San Jose Mercury News describió a la criatura como «un monstruo para la generación de MySpace». James Berardinelli notó que «la película sigue las reglas de Tiburón donde los monstruos están usualmente más intimidantes cuando son mostrados de forma poco frecuentes y solamente en breves atisbos». Amy Biancolli de The Houston Chronicle describió la criatura como si mantuviera «un aire de misterio —un monstruo de mucho enigma que lo vuelve todo lo más inusual». Sin embargo, Richards Corliss de Time se quejó de los elementos reciclados de la criatura, como su emergencia por imitar a la película original Godzilla y sus parásitos similares a los «juguetes temperamentales» de Gremlins.
Roger Ebert de Chicago Sun-Times aprobó la carencia de información sobre el origen de la criatura, explicando que «todo está bien después de los cansinas entradas de explicación en la mayoría de las 30 o más películas de Godzilla». Peter Howell de Toronto Star creyó que la criatura «protagónica» fue decepcionante, mientras consideró a los «cangrejos aránicos mutantes» presentándose en su «forma más aterradora». Lawrence Person de Locus Online lo describió como un «cruce entre un enorme mantis religiosa y Jhonny the Skeletal Torso». Todd McCarthy de Variety encontró que la criatura estuvo más tranquila de modo que aparecía más en la película, explicando que «su pura naturaleza como caminar o acechar sugiere que puede, de alguna forma, ser neutralizado por medios convencionales». Chris Vognar de The Dallas Morning News aplaudió la aparición de la criatura como cinematográfico: «Aquí la emoción no está en la criatura, sino en cómo se revela. Primero vemos lo que es capaz. Luego allí vemos una cola, una extremidad por allá. Los cangrejos arácnidos anuncian su presencia con autoridad. Luego, una vez que los actos de apertura se hacen, y Manhattan está en ruinas, el gran chico está listo para su primer plano». En la lista de Cracked de «las seis películas de monstruos que no habrían funcionado», el monstruo de Cloverfield está enmarcado en el número 3. El autor dice que «esta criatura literalmente nunca ha vivido en cualquier otro lugar que los acontecimientos de la película, que de pronto emerge del mar y remece Times Square que sería el equivalente a la humano neonato sobreviviendo en la superficie de Marte sin un traje espacial».

## Mercado
Basados en el éxito de Cloverfield, que ganó alrededor de 40 millones de dólares durante su fin de semana de estreno en los Estados Unidos y en la taquilla canadiense, la compañía Hasbro comenzó a aceptar los pedidos para crear una figura de juguete del monstruo de edición limitada, de 14 pulgadas (35 cm) que se enviaría a los fanáticos a partir del 24 de diciembre de 2008. También viene con varios accesorios, incluyendo la cabeza arrancada de la Estatua de la Libertad, dos cabezas intercambiables (una con la boca abierta, otra con la boca cerrada) y 10 figuras estáticas de los parásitos del monstruo.